# Komisariat Straży Celnej „Działdowo”

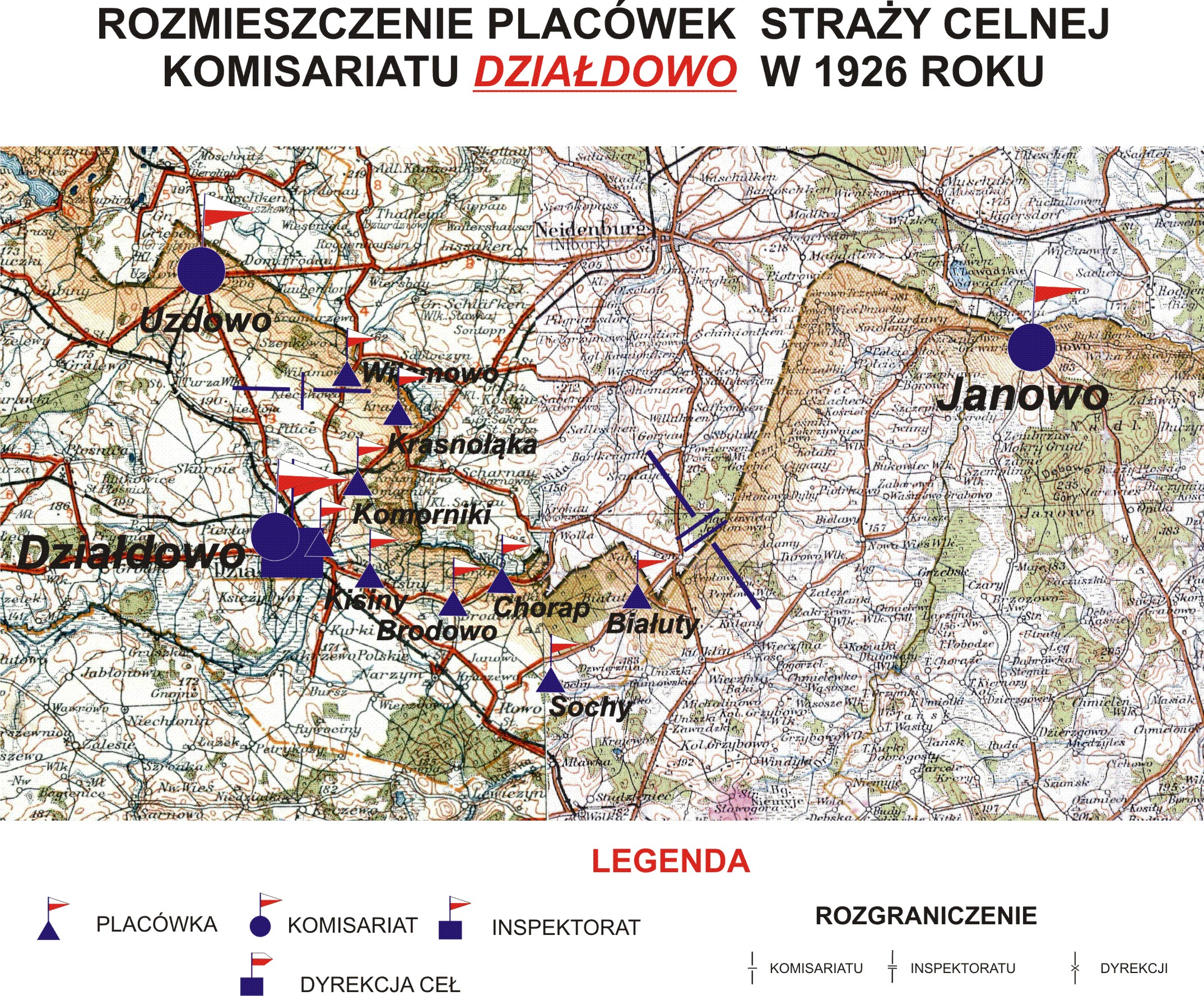
Rozmieszczenie placówek SC komisariatu "Działdowo" w 1926 roku

Komisariat Straży Celnej „Działdowo” – jednostka organizacyjna Straży Celnej pełniąca służbę ochronną na granicy polsko-niemieckiej w latach 1921–1928.

## Formowanie i zmiany organizacyjne
Na wniosek Ministerstwa Skarbu, uchwałą z 10 marca 1920 roku, powołano do życia Straż Celną. Jednostki Straży Celnej rozpoczęły przejmowanie odcinków granicy od pododdziałów Batalionów Celnych. W 1921 roku w Działdowie stacjonował sztab 3 kompanii 13 batalionu celnego. Proces tworzenia Straży Celnej trwał do końca 1922 roku. Komisariat Straży Celnej „Działdowo”, wraz ze swoimi placówkami granicznymi, wszedł w podporządkowanie Inspektoratu Straży Celnej „Działdowo”.
W drugiej połowie 1927 roku przystąpiono do gruntownej reorganizacji Straży Celnej. W praktyce skutkowało to rozwiązaniem tej formacji granicznej. Rozporządzeniem Prezydenta Rzeczypospolitej Polskiej Ignacego Mościckiego z 22 marca 1928 roku w jej miejsce powoływano z dniem 2 kwietnia 1928 roku Straż Graniczną.
Rozkazem nr 1 z 12 marca 1928 roku w sprawach organizacji Mazowieckiego Inspektoratu Okręgowego, Naczelny Inspektor Straży Celnej gen. bryg. Stefan Pasławski powołał komisariat Straży Granicznej „Działdowo,” który przejął ochronę granicy od rozwiązywanego komisariatu Straży Celnej. 

## Służba graniczna
Sąsiednie komisariaty
- komisariat Straży Celnej „Janowiec Kościelny” ⇔  komisariat Straży Celnej „Uzdowo” − 1926

## Funkcjonariusze komisariatu
Obsada personalna w 1926:
- kierownik komisariatu – komisarz Walerian Trafas
- pomocnik kierownika komisariatu – starszy przodownik Jan Malak  (2561)

## Struktura organizacyjna
Organizacja komisariatu w 1926 roku:
- komenda – Działdowo
- placówka Straży Celnej „Krasnołąka”[a]
- placówka Straży Celnej „Komorniki”
- placówka Straży Celnej „Kisiny”
- placówka Straży Celnej „Działdowo”
- placówka Straży Celnej „Brodowo”
- placówka Straży Celnej „Chorap”
- placówka Straży Celnej „Sochy”
- placówka Straży Celnej „Białuty”